# District de Sialkot
Le district de Sialkot (en ourdou : ضِلع سيالكوٹ) est une subdivision administrative du nord de la province du Pendjab au Pakistan. Constitué autour de sa capitale, Sialkot, qui est par ailleurs l'une des plus importantes villes du pays, le district est entouré par le Jammu-et-Cachemire indien au nord, de Narowal à l'est, de Shekhupura et Gujranwala au sud, et enfin de Gujrat à l'ouest.
Le district est	situé dans le nord industrialisé et urbanisé de la province du Pendjab, et dispose d'un climat chaud et humide. Sa population de près de quatre millions d'habitants parle très majoritairement le pendjabi. C'est aujourd'hui un fief politique conservateur, surtout acquis à la Ligue musulmane du Pakistan (N).

## Géographie et climat

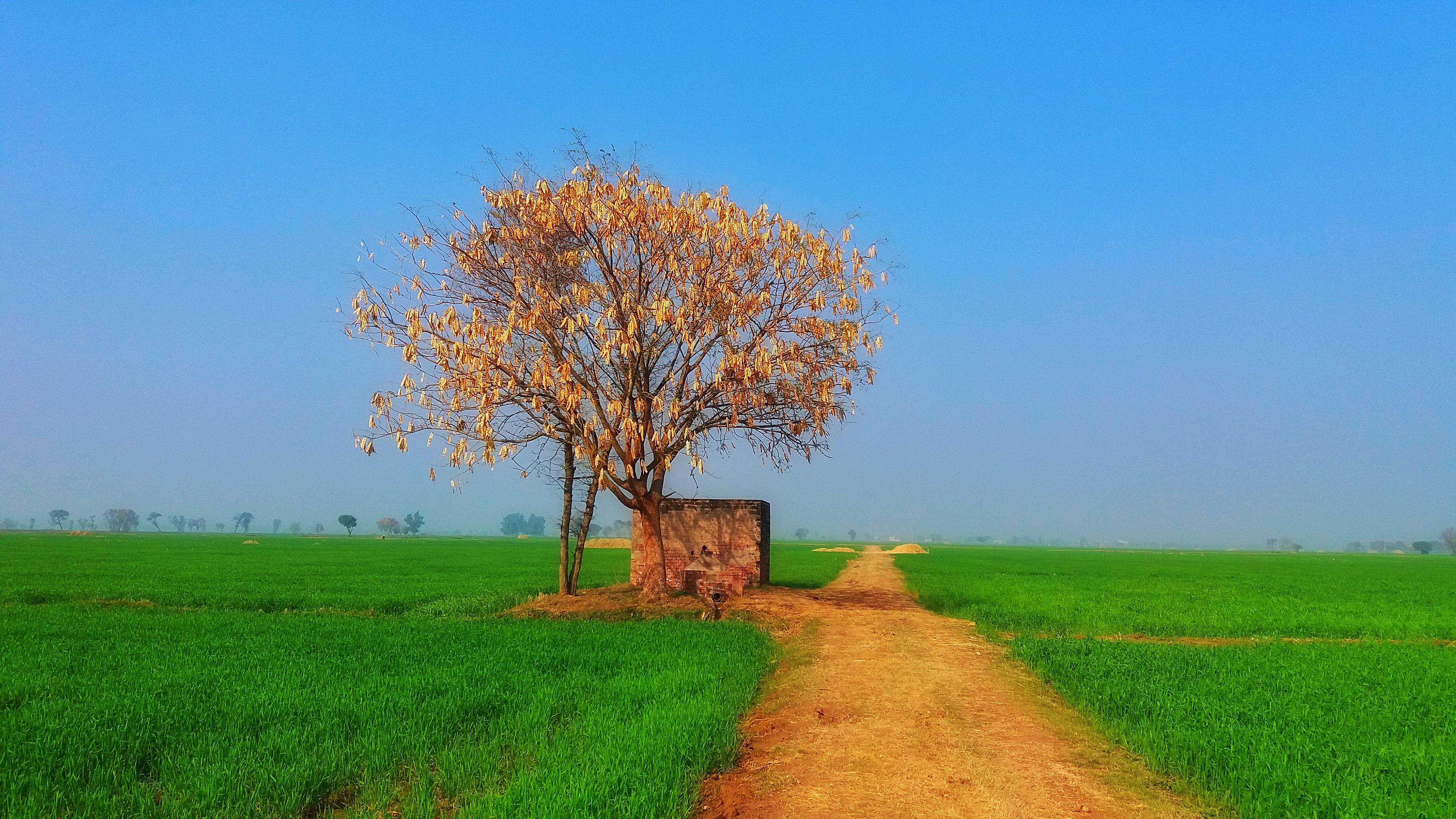
Terres cultivées à Sialkot.

Le district est situé dans le nord du Pakistan et présente un climat subtropical humide, avec un temps chaud et humide en été avec des moussons, et relativement froid en hiver, la température pouvant baisser jusqu'à -2 degrés Celsius. La pluviométrie moyenne est de 1000 millimètres à l'année, mais est très inégalement reparties, avec plus de la moitié concentrée sur les mois d'août et septembre. Il est principalement constitué de plaines fertiles.

## Économie
Les terres fertiles du district sont favorables à l'agriculture, qui produit du blé, du riz, des goyaves et du citron notamment : les productions respectives étaient de 453, 242, 11 et 6 tonnes respectivement par an en moyenne pour la période 1998-2001. On trouve également des élevages de buffles, et moutons et de chèvres.
L'industrie locale produit notamment du plastique et du métal, et des équipements sportifs, des instruments chirurgicaux et des couverts notamment.

## Démographie
Lors du recensement de 1998, la population du district a été évaluée à 2 723 481 personnes, dont environ 26 % d'urbains. Le taux d'alphabétisation était de 59 % environ, dont 66 pour les hommes et 52 pour les femmes.
Le recensement suivant mené en 2017 pointe une population de 3 893 672 habitants, soit une croissance annuelle de 1,89 %, inférieure aux moyennes provinciale et nationale de 2,13 % et 2,4 % respectivement. Le taux d'urbanisation monte un peu, à 29 %.
La langue la plus parlée du district est le pendjabi. Le district compte quelques minorités religieuses, soit 2,5 % d'hindous, 2 % de chrétiens et 0,3 % de sikhs.

## Administration

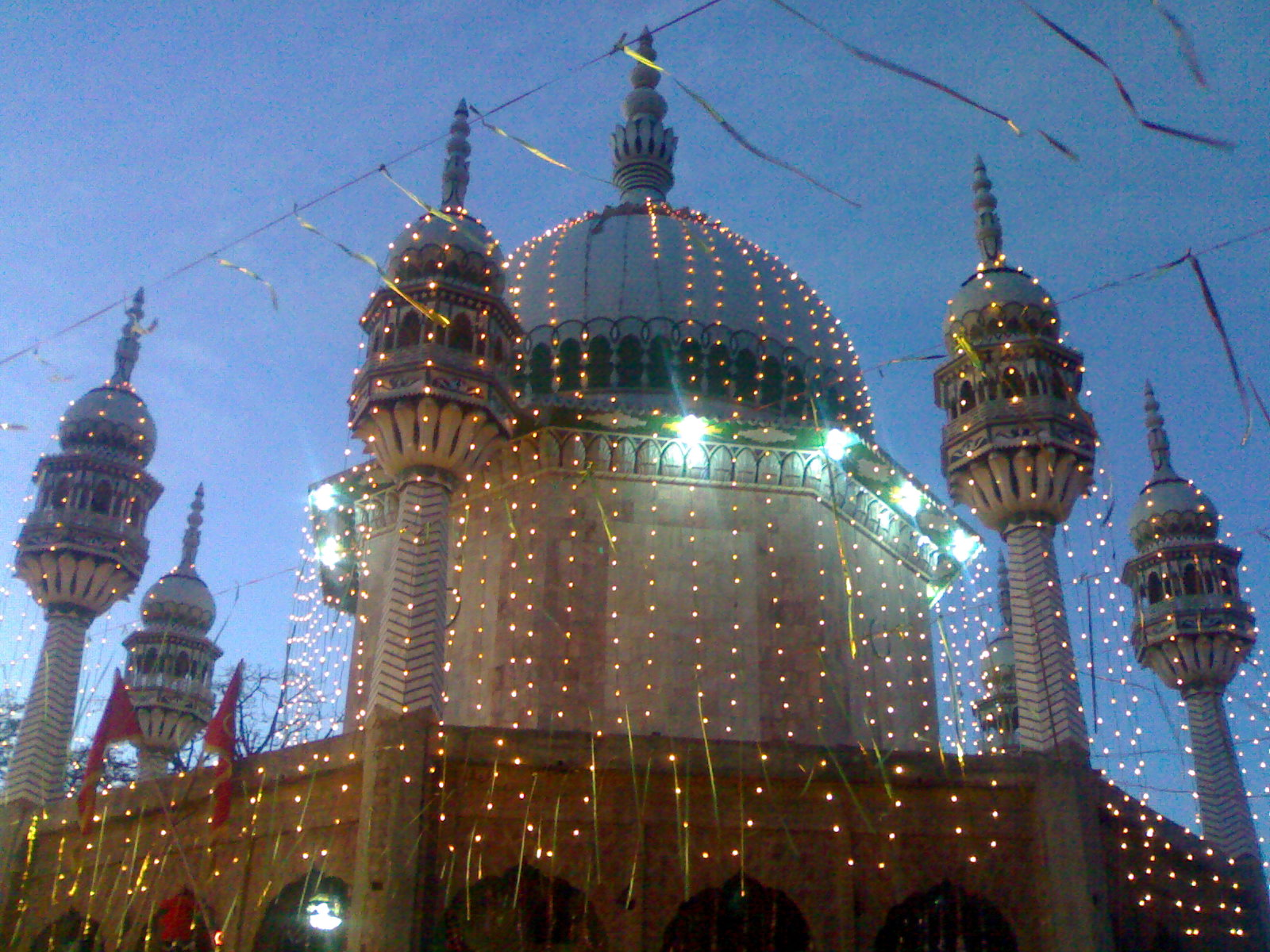
La mosquée de Tarigri, dans le tehsil de Daska.

Le district est divisé en quatre tehsils (Daska, Pasrur, Sambrial et Sialkot) et 152 Union Councils. Huit villes dépassent les 20 000 habitants, et la plus importante est de loin la capitale Sialkot, qui regroupait à elle seule près de 17 % de la population totale du district en 2017. Ces huit villes regroupent quant-à elles près de 96 % de la population urbaine, selon le recensement de 2017.
| Ville         | Population (rec. 2017) |
| ------------- | ---------------------- |
| Sialkot       | 655 852                |
| Daska         | 175 170                |
| Sambrial      | 109 479                |
| Pasrur        | 82 485                 |
| Jamke Cheema  | 28 603                 |
| Chawinda      | 26 928                 |
| Kotli Loharan | 24 125                 |
| Bhopalwala    | 20 155                 |

## Politique
De 2002 à 2018, le district est représenté par les onze circonscriptions no 121 à 131 à l'Assemblée provinciale du Pendjab. Lors des élections législatives de 2008, elles sont remportées par huit candidats de la Ligue musulmane du Pakistan (N), deux du Parti du peuple pakistanais (PPP) et un de la Ligue musulmane du Pakistan (Q), et durant les élections législatives de 2013 elles ont toutes été remportées par des candidats de la Ligue (N). À l'Assemblée nationale, il est représenté par les cinq circonscriptions no 110 à 114. Lors des élections de 2008, elles ont été remportées par quatre candidats de la Ligue (N) et un du PPP, et durant les législatives de 2013 elles sont toutes remportées par des candidats de la Ligue (N), dont Khawaja Muhammad Asif, qui deviendra ensuite ministre de la défense dans le gouvernement fédéral de Nawaz Sharif.
Avec le redécoupage électoral de 2018, Sialkot est représenté par les cinq circonscriptions no 72 à 76 à l'Assemblée nationale et par les onze circonscriptions no 35 à 45 à l'Assemblée provinciale. Lors des élections de 2018, elles sont remportées par treize candidats de la Ligue (N) et un du Mouvement du Pakistan pour la justice et deux autres.
| Parti                                        | Voix (national) | %       | Élus nationaux | Élus provinciaux |
| -------------------------------------------- | --------------- | ------- | -------------- | ---------------- |
| Ligue musulmane du Pakistan (N)              | 578 367         | 45,70 % | 5              | 8                |
| Mouvement du Pakistan pour la justice        | 455 675         | 36,01 % | 0              | 1                |
| Tehreek-e-Labbaik Pakistan                   | 95 758          | 7,57 %  | 0              | 0                |
| Parti du peuple pakistanais                  | 14 727          | 1,16 %  | 0              | 0                |
| Autres partis                                | 12 621          | 1,00 %  | 0              | 1                |
| Indépendants                                 | 108 441         | 8,57 %  | 0              | 1                |
| Total exprimés                               | 1 265 589       | 100 %   | 5              | 11               |
| Source : Commission électorale du Pakistan,. |                 |         |                |                  |